# Villemaréchal
Villemaréchal és un municipi francès, situat al departament de Sena i Marne i a la regió de Illa de França. L'any 2007 tenia 841 habitants.
Forma part del cantó de Nemours, del districte de Fontainebleau i de la Comunitat de comunes Moret Seine et Loing.

## Demografia

### Població
El 2007 la població de fet de Villemaréchal era de 841 persones. Hi havia 320 famílies, de les quals 56 eren unipersonals (40 homes vivint sols i 16 dones vivint soles), 104 parelles sense fills, 132 parelles amb fills i 28 famílies monoparentals amb fills.
La població ha evolucionat segons el següent gràfic:
Habitants censats

### Habitatges
El 2007 hi havia 404 habitatges, 318 eren l'habitatge principal de la família, 74 eren segones residències i 12 estaven desocupats. 396 eren cases i 1 era un apartament. Dels 318 habitatges principals, 298 estaven ocupats pels seus propietaris, 11 estaven llogats i ocupats pels llogaters i 9 estaven cedits a títol gratuït; 2 tenien una cambra, 9 en tenien dues, 44 en tenien tres, 68 en tenien quatre i 195 en tenien cinc o més. 300 habitatges disposaven pel capbaix d'una plaça de pàrquing. A 106 habitatges hi havia un automòbil i a 197 n'hi havia dos o més.

### Piràmide de població
La piràmide de població per edats i sexe el 2009 era:
| Homes | Edats   | Dones |
| ----- | ------- | ----- |
| 0     | 95 o +  | 0     |
| 0     | 90 a 94 | 0     |
| 0     | 85 a 89 | 8     |
| 0     | 80 a 84 | 0     |
| 28    | 75 a 79 | 8     |
| 12    | 70 a 74 | 28    |
| 16    | 65 a 69 | 20    |
| 20    | 60 a 64 | 8     |
| 20    | 55 a 59 | 16    |
| 40    | 50 a 54 | 40    |
| 32    | 45 a 49 | 40    |
| 32    | 40 a 44 | 36    |
| 48    | 35 a 39 | 32    |
| 24    | 30 a 34 | 20    |
| 12    | 25 a 29 | 12    |
| 24    | 20 a 24 | 24    |
| 12    | 15 a 19 | 16    |
| 20    | 10 a 14 | 40    |
| 44    | 5 a 9   | 40    |
| 28    | 0 a 4   | 12    |

## Economia
El 2007 la població en edat de treballar era de 563 persones, 411 eren actives i 152 eren inactives. De les 411 persones actives 378 estaven ocupades (201 homes i 177 dones) i 33 estaven aturades (15 homes i 18 dones). De les 152 persones inactives 45 estaven jubilades, 57 estaven estudiant i 50 estaven classificades com a «altres inactius».

### Ingressos
El 2009 a Villemaréchal hi havia 318 unitats fiscals que integraven 859,5 persones, la mediana anual d'ingressos fiscals per persona era de 22.006 €.

### Activitats econòmiques
Dels 28 establiments que hi havia el 2007, 1 era d'una empresa de fabricació d'altres productes industrials, 11 d'empreses de construcció, 5 d'empreses de comerç i reparació d'automòbils, 1 d'una empresa d'hostatgeria i restauració, 2 d'empreses d'informació i comunicació, 1 d'una empresa financera, 1 d'una empresa immobiliària, 4 d'empreses de serveis i 2 d'empreses classificades com a «altres activitats de serveis».
Dels 14 establiments de servei als particulars que hi havia el 2009, 2 eren tallers de reparació d'automòbils i de material agrícola, 2 paletes, 2 fusteries, 1 lampisteria, 5 electricistes, 1 perruqueria i 1 agència immobiliària.
L'únic establiment comercial que hi havia el 2009 era una botiga de menys de 120 m².
L'any 2000 a Villemaréchal hi havia 14 explotacions agrícoles que ocupaven un total de 1.122 hectàrees.

## Equipaments sanitaris i escolars
El 2009 hi havia una escola elemental integrada dins d'un grup escolar amb les comunes properes formant una escola dispersa.

## Poblacions més properes
El següent diagrama mostra les poblacions més properes.